# Richard Gélis
Pas d'image ? Cliquez ici

a Compétitions nationales et continentales officielles uniquement.

Richard Gélis, né le 24 avril 1944 à Montredon-des-Corbières (Aude), est un joueur français de rugby à XIII évoluant au poste d'Ailier dans les années 1960 à 1980.
Il joue au rugby à XIII au sein du club du F.C. Lézignan avec lequel il remporte le Championnat de France en 1978.
Il prend la présidence du club du F.C. Lézignan en 2005.

## Palmarès
- Collectif :
  - Vainqueur du Championnat de France : 1978 (Lézignan).
  - Finaliste du Championnat de France : 1976 (Lézignan).
  - Finaliste de la Coupe de France : 1971, 1974 et 1978 (Lézignan).